# Polla blanca
La polla blanca (Porphyrio albus) és un ocell extint de la família dels ràl·lids (Rallidae) que habitava l'illa de Lord Howe, a l'est d'Austràlia. Va ser observada per última vegada el 1834.